# Isotta Fraschini Tipo D
La Tipo D è un'autovettura da competizione prodotta dall'Isotta Fraschini nel 1905 in due esemplari.

## Storia
Il modello montava un motore a quattro cilindri in linea e valvole in testa da 17.203 cm³ di cilindrata che erogava 120 CV di potenza. La distribuzione era monoalbero.
Il progettista della vettura fu Giuseppe Stefanini, che ricoprì il ruolo di responsabile tecnico dell'Isotta Fraschini fino al 1906. Nell'anno citato Stefanini venne infatti sostituito da Giustino Cattaneo. Nonostante l'avvicendamento, Stefanini rimase in buoni rapporti con l'Isotta Fraschini e continuò a collaborare con la casa automobilistica milanese ancora per diversi anni.
Nel settembre del 1905 i due esemplari della Tipo D, guidati da Hubert Le Blon e Vincenzo Trucco, parteciparono al Gran Premio di Brescia, ma senza successo.